# Ugaritischer Ba‘al-Zyklus

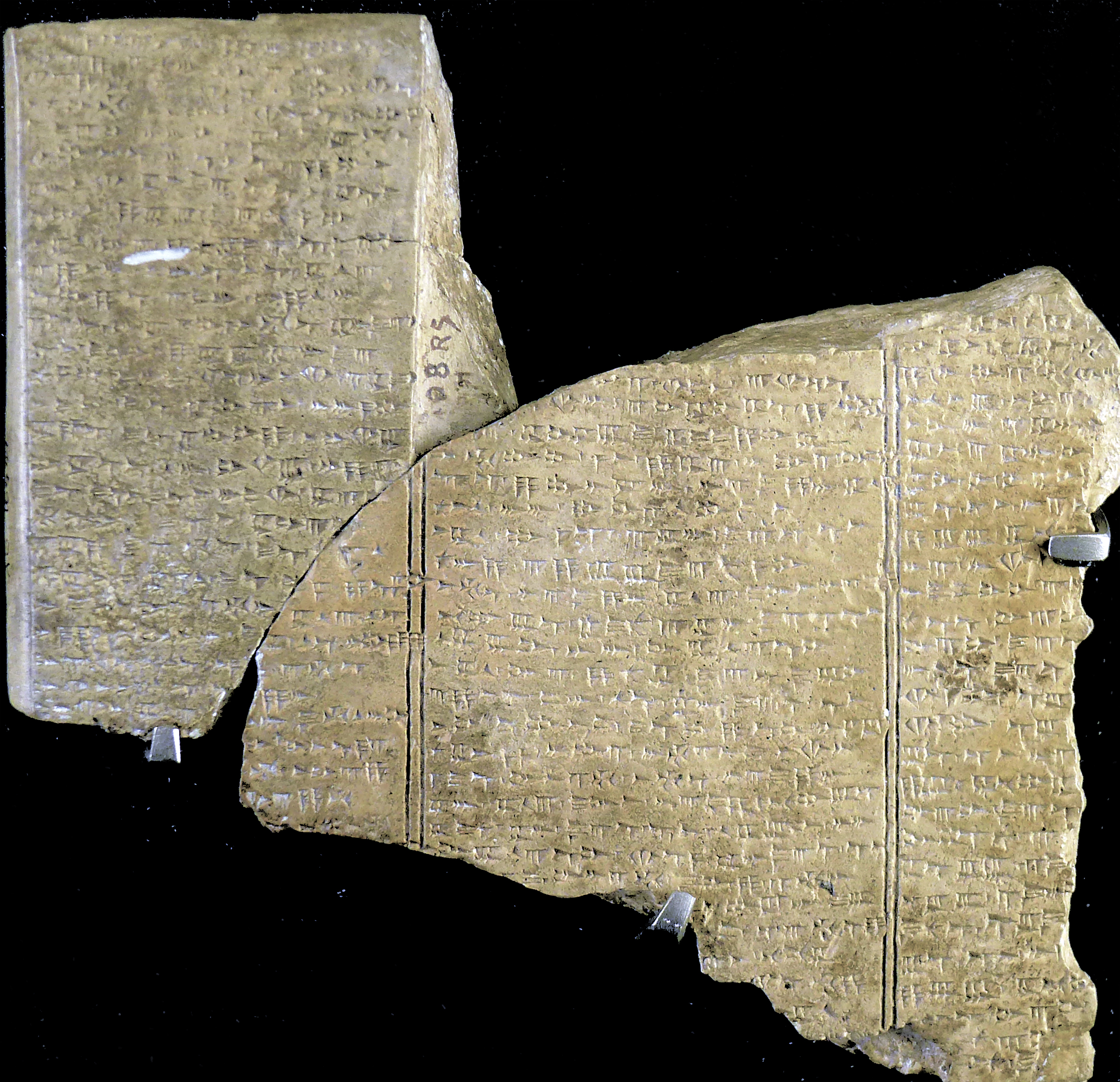
Tontafel aus dem Ba‘al-Zyklus (Louvre, Inv. Nr. AO16641+16642)

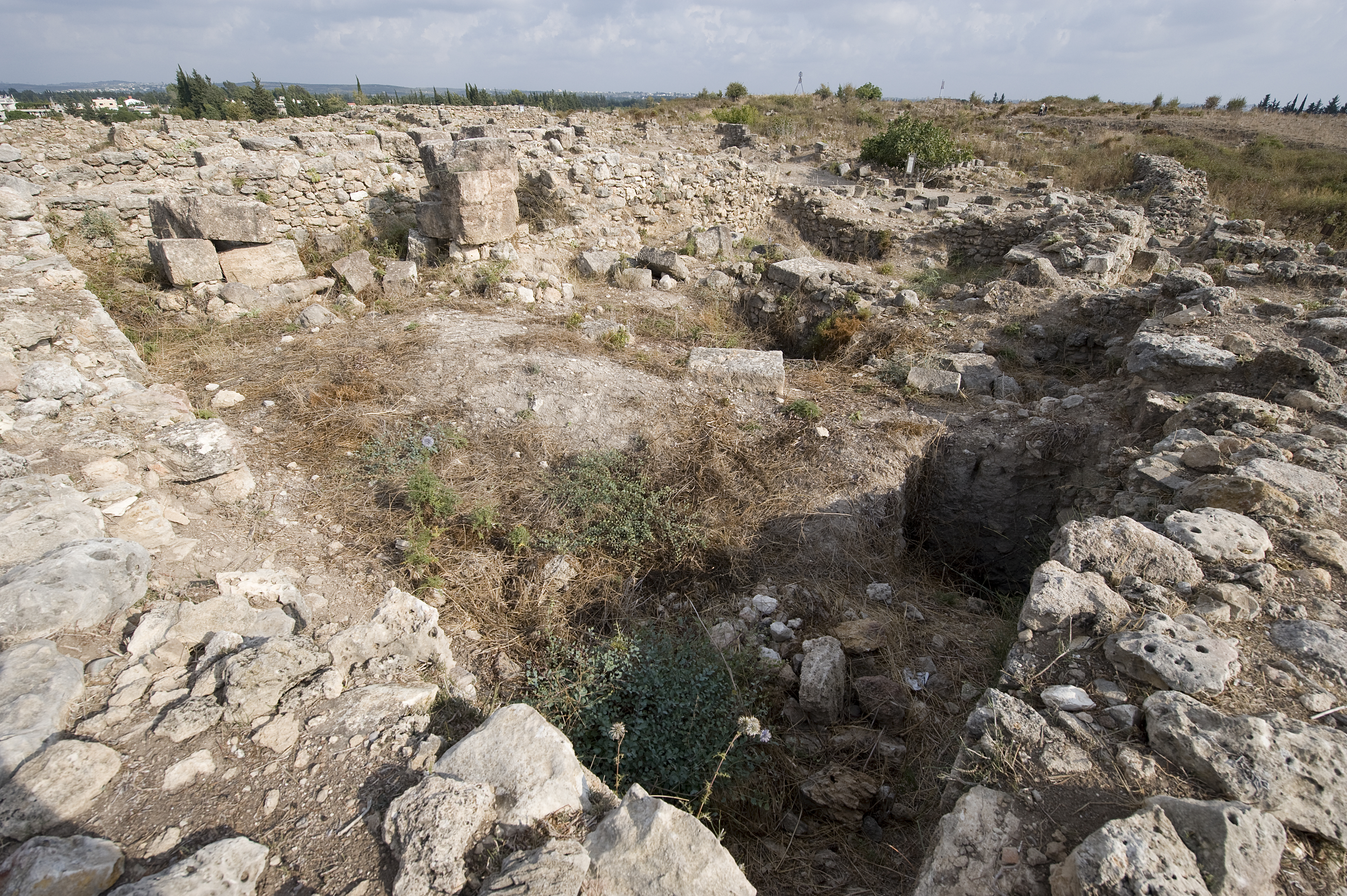
Ruinen des Ba‘al-Tempels

Der Ugaritische Ba‘al-Zyklus ist ein fragmentarisch erhaltenes literarisches Werk in westsemitisch-ugaritischer Sprache aus der spätbronzezeitlichen Handelsstadt Ugarit im Nordwesten des heutigen Staats Syrien. Es besteht, soweit erhalten, in lockerer Szenen- und Motivfolge aus drei Teilen: dem Sieg des Wettergotts Ba‘al über den Meeresgott Yammu; dem Herrschaftsantritt Ba‘als und dem Bau seines Palastes; dem Konflikt Ba‘als mit dem Gott der Unterwelt, Motu, wobei Ba‘al unterliegt, später aber wieder zurückkehrt.

## Auffindung und Aufbewahrung
Unter Leitung von Claude Schaeffer untersuchte ein Team der Mission Archéologique Française ab 1929 den Tell von Ras Schamra. Die Tontafeln mit keilalphabetischer Schrift und religiösem Inhalt wurden ab 1929 zum größten Teil im sogenannten Hohepriesterhaus (Maison de Grand Prêtre) gefunden, und zwar getrennt in zwei Räumen: Rituale und Götterlisten in Raum 1, Mythen und Epen in Raum 7. Das Hohepriesterhaus  befindet sich im Bereich der Akropolis zwischen den beiden Tempeln von Ba‘al und Dagon.
Die vor dem Zweiten Weltkrieg gefundenen Objekte aus Ugarit wurden zwischen den Museen in Paris, Damaskus und Aleppo aufgeteilt; infolgedessen werden die Tontafeln mit dem Ba‘al-Zyklus in zwei Museen verwahrt:
- KTU 1.1 und 1.2: Paris, Louvre (Inv. Nr. AO 16640, AO 16640bis, AO 16643);
- KTU 1.3 und 1.4: Nationalmuseum Aleppo (Inv. Nr. M 3352, M 8217, M 8221);
- KTU 1.5 und 1.6: Paris, Louvre (Inv. Nr. AO 16641+16642 (Foto), AO 16636);
- KTU 1.8: Nationalmuseum Aleppo (Inv. Nr. M 3353).

Für die Texte aus Ugarit gibt es verschiedene Ordnungssysteme, von denen KTU am weitesten verbreitet ist. Die Abkürzung KTU steht für: Manfried Dietrich, Oswald Loretz, Joaquín Sanmartín (Hrsg.): Die keilalphabetischen Texte aus Ugarit einschließlich der keilalphabetischen Texte außerhalb Ugarits. 1. Teil: Transkription (= Alter Orient und Altes Testament.24/1). Butzon und Bercker, Kevelaer; Neukirchener Verlag, Neukirchen-Vluyn, 1976, ISBN 3-7666-8911-8, ISBN 3-7887-0485-3

## Verfasser, Entstehungszeit und -ort

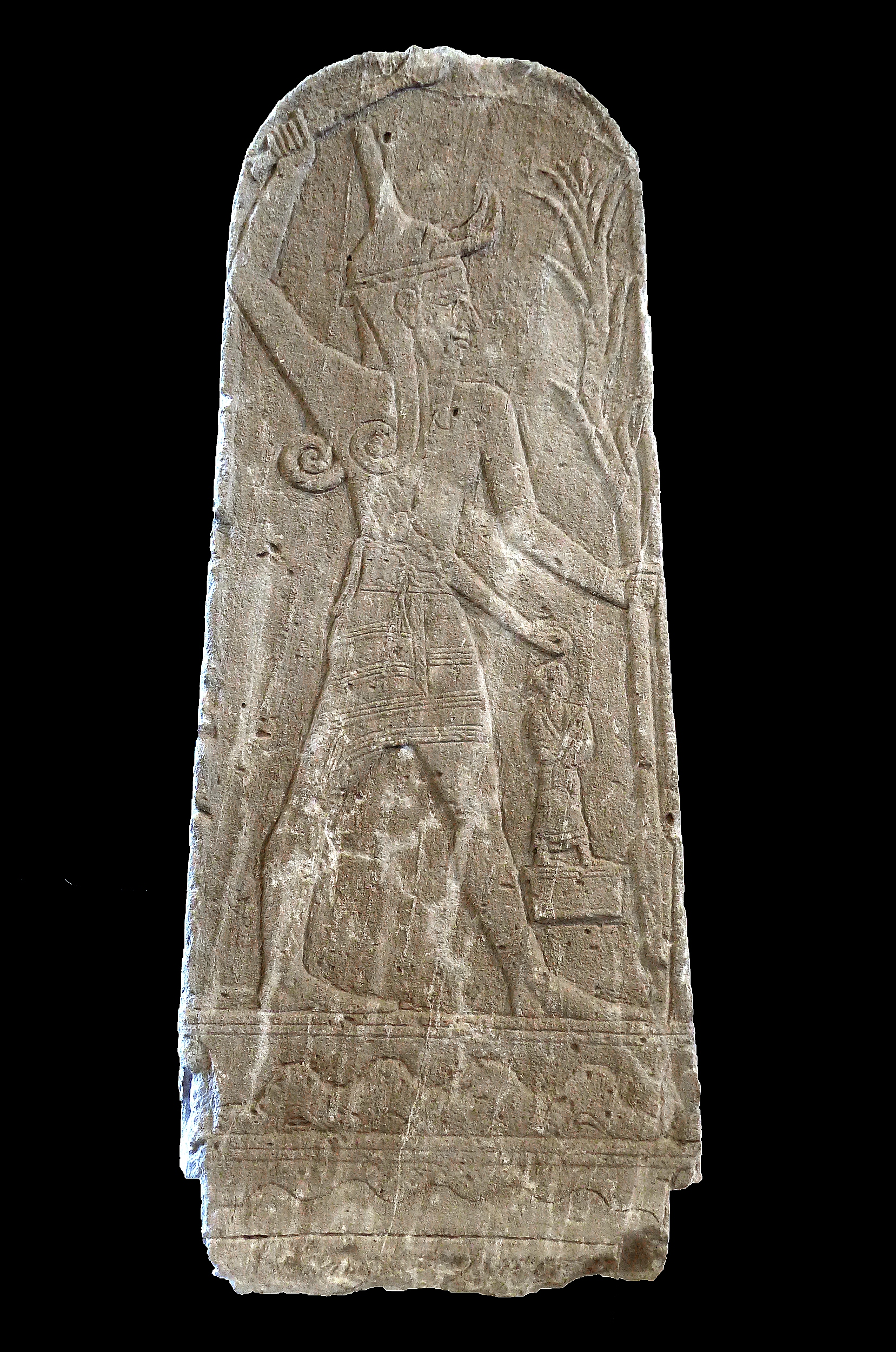
Wettergott Ba‘al mit Blitz. Fundort Ras Schamra, um 1350–1250 v. Chr. Kalksandstein, Louvre, Inv. Nr. AO 15775

In den Kolophonen nennt sich Ilimilku als Schreiber des Ba‘al-Zyklus, der nach eigenen Angaben auch als Beschwörer (ṯ‘y) für den König tätig war. Er lebte zur Zeit des Königs Niqmaddu III. (1225/1220–1215 v. Chr.). Ilimilku stammte aus dem Ort Šubanu, erhielt seine Schreiberausbildung wohl am Königshof von Ugarit und arbeitete danach für den Oberpriester Attenu. Er nahm bereits umlaufende mündliche Erzählstoffe, brachte sie in eine Reihenfolge, redigierte sie und schrieb sie nieder. Sein Publikum war die Oberschicht von Ugarit. Allerdings ist für Ugarit keine Lesekultur anzunehmen, sondern die Rezitation von Mythen und Epen. Die Rahmenbedingungen für diesen mündlichen Vortrag sind nicht näher bekannt.
Die Akropolis von Ugarit wurde um 1250 v. Chr. bei einem schweren Erdbeben beschädigt. Die Einwohner bauten danach den Ba‘al-Tempel wieder auf. Die Arbeiten kamen aber anscheinend bis zur Zerstörung Ugarits nicht zum Abschluss, so dass für den Kult Ba‘als provisorisch ein Gelände unter freiem Himmel genutzt wurde; von hier stammt auch die Ba‘al-Stele (Foto). Die Bedeutung der Bauarbeiten spiegelt sich in der zentralen und ausführlichen Darstellung des Palastbaus für Ba‘al im Werk Ilimilkus.

## Protagonisten und Schauplätze
Die Göttergesellschaft, deren Mitglieder im Mythos auftreten, ist hierarchisch gegliedert. An der Spitze steht der Göttervater El mit seiner Partnerin Ascherah. Unter ihnen stehen drei Bereichsgötter: Ba‘al (Wetter), Yammu (Meer und Flüsse) und Motu (Unterwelt). Verglichen mit dem biblischen JHWH und dem babylonischen Marduk, sind der Herrschaft Ba‘als deutlich Grenzen gesetzt, und für seinen Erfolg ist er immer auf Unterstützung anderer Gottheiten angewiesen. Eine Stufe tiefer stehen Götter, die auf ein Gebiet spezialisiert sind und den höheren Göttern ihre Fertigkeiten anbieten. Die unterste Stufe nehmen verschiedene Götterboten ein.
Die Gottheiten des ugaritischen Pantheons wohnen nicht im Himmel, sondern in teils konkret bezeichneten irdischen Regionen, gern auf Bergen. Daher sind sie öfter auf Reisen zwischen ihren Wohnsitzen. Dabei fällt auf, dass ihre Beziehung zu menschlichen Städten nicht thematisiert wird (nicht einmal zur Stadt Ugarit). Das ist ganz anders als in Mesopotamien, wo die Götter einerseits im Himmel weilen, andererseits aber ihre irdischen Kultstätten besuchen.
Els Wohnsitz hat im Ba‘al-Zyklus keinen konkreten geographischen Bezug. Ikonographisch ist Els Residenz mit Wasser assoziiert. Eine ugaritische Beschwörung gegen Schlangenbiss (KTU 1.100.3) lokalisiert sie „an der Quelle der zwei Flüsse“. Als geographische Lokalisierung von Els Berg wurde der Jebel el-Munēṭireh im Libanon-Massiv vorgeschlagen, wo nahe beieinander der Nahr Ibrahim aus der Afqa-Grotte entspringt und eine weitere Quelle, Neba‘ el Arba‘īn, einen intermittierenden See (Birket el-Yammuneh) speist. Ba‘al residiert – seit er dort einen eigenen Palast besitzt – mit seinen drei Töchter-Bräuten Pidrayu, Tallayu und Arṣayu auf dem Berg Ṣaphon, der durch reiche Niederschläge ausgezeichnet ist. Der Handwerkergott Kotharu-wa-Ḫasisu wohnt in Memphis und Kreta (Kaftor), Orten, die durch den Handel mit Ugarit verbunden waren.

## Inhalt

### KTU 1.1.

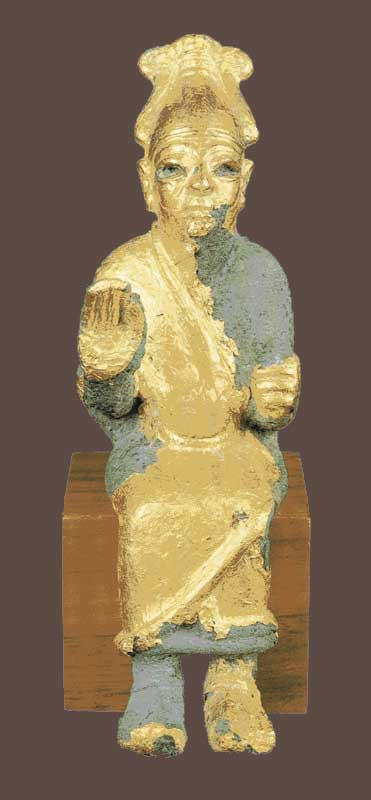
Statuette einer sitzenden Gottheit (El), Fundort Ras Schamra, 14. Jahrhundert v. Chr. Bronze vergoldet, Höhe 13,5 cm. Nationalmuseum Damaskus, Inv. Nr. RS 23

Die erste Szene zeigt die Gottheiten El und Yammu im Gespräch über ein Bankett auf dem Berg Ṣaphon. Es wird deutlich, dass El den Meeresgott Yammu gegenüber Ba‘al bevorzugt und ihn als Herrscher über die Götter einsetzen will. Yammu soll als Sohn Els proklamiert, Ba‘al dagegen vertrieben werden.

### KTU 1.2.
Die zweite Tafel beginnt mit dem Streit zwischen Aliyanu Ba‘al und Yammu, der hier als „Herrscher Fluß“ tituliert wird, somit über Süß- und Salzwasser verfügt. Yammu entsendet Boten in die Götterversammlung auf dem Berg Lelu, die von El geleitet wird. Sie sollen die Herausgabe Ba‘als fordern. Ba‘al steht vor El, während die Gottheiten tafeln. Die Botschaft Yammus nehmen sie mit gesenkten Köpfen auf. Ba‘al fordert sie auf, den Blick zu erheben und den Boten zu antworten. Diese treten selbstbewusst dem Göttervater El gegenüber, der ihrem Wunsch entspricht:
„Dein Diener sei Ba‘al, oh Yammu,

Dein Diener sei Ba‘al, oh Fl[uß],

der Sohn des Dagan dein Gefangener,

Er wird bringen deinen Tribut wie die Götter.“
In seinem Zorn erschlägt Ba‘al Yammus Boten. (Die folgende Kolumne ist zerstört und kann nicht übersetzt werden.)
El beauftragt den Handwerkergott Kotharu-wa-Ḫasisu („Geschickt und weitsichtig“) damit, „im Dunkel, im bitteren Feld des Meeres“ einen Palast für Yammu zu errichten.
Nach einigen nicht lesbaren Zeilen trifft man Ba‘al im Gespräch mit seiner Partnerin Anat und Kotharu-wa-Ḫasisu an. Letzterer tituliert Ba‘al als „Wolkenfahrer“ und kündigt ihm Sieg und künftige Herrschaft an. Sodann fertigt er die Doppeläxte Yagariš und Ayyamur an, mit denen Ba‘al Yammu den Schädel spaltet und ihn zu Boden streckt. Die Göttin Astarte bestärkt ihn darin, Yammu zu zerschmettern, gänzlich zu töten und selbst die Herrschaft anzutreten. (Der Rest der Tafel ist unlesbar.)

### KTU 1.3.
(Am Beginn der ersten Kolumne fehlen Zeilen.) Auf dem Berg Ṣaphon tafelt Ba‘al zu Musikbegleitung und in Anwesenheit seiner Töchter-Bräute Pidrayu, Tallayu und Arṣayu. (Der Rest der Kolumne und der Beginn der nächsten Kolumne sind nicht erhalten.)
Die nächste Szene zeigt die Göttin Anat im Kampf gegen menschliche Feinde, buchstäblich in Blut watend. Von ihrem Triumph erfreut, hält sie schließlich inne, reinigt und schmückt sich. (Es folgt wieder eine Textlücke.)
Ba‘al entsendet seinen Boten Gapnu-wa-Ugaru („Weinstock-und-Acker“) zu Anat: Sie möge ihn auf dem Berg Ṣaphon besuchen, da er ihr etwas Wichtiges mitzuteilen habe. Von weitem sieht Ba‘al das Kommen Anats und bewirtet sie. Dann teilt er ihr mit, dass er einen Palast wünscht, wie ihn die anderen Götter besitzen. Anat ist zuversichtlich, dieses Anliegen beim Göttervater El durchsetzen zu können, da El ihr zugewandt sei und sie ihm; nötigenfalls will sie Gewalt gebrauchen:
„Ich werde ihn niederziehen wie ein Lamm zur Erde,

[ich werde fließen las]sen sein graues Haar von Blut, […]

wenn er nicht gibt ein Haus dem Baal wie den Göttern […]“
Anat reist zu El und besucht ihn in seiner Residenz. Sie überbringt Ba‘als Wunsch nach einem Palastbau. El kennt seine Tochter als „unerbittlich.“ Das rücksichtslose Gebaren Anats (für das damalige Publikum möglicherweise mit einer humorvollen Note erzählt) bleibt ohne Erfolg.
Die Reaktionen der Götter auf Ba‘als Wunsch sind mit einigen Textlücken erzählt. Der Text KTU 1.8 lässt sich nach neueren epigraphischen Untersuchungen am Beginn der Kolumne VI von KTU 1.3 einfügen. Inhaltlich geht es um die Einbeziehung der Meeresfürstin Ascherah, die von Ba‘al Geschenke empfangen und dadurch für seinen Wunsch gewonnen werden soll. Dem Erzähler ist es wichtig zu zeigen, dass man mit Wahrung der Etikette bei seinen Verhandlungspartnern Erfolge erzielt, die einem mit Rücksichtslosigkeit versagt bleiben. (Das Ende der Tafel 3 fehlt.)

### KTU 1.4.
(Der Beginn der Tafel 4 fehlt.) Anat berichtet Ba‘al von den Reaktionen der Götter auf seinen Wunsch und erinnert ihn daran, dass es sinnvoll sei, Ascherah zu beschenken. Als Schmied macht sich Kotharu-wa-Ḫasisu an die Arbeit und fertigt silberne und goldene Möbel. Nach einer Textlücke zeigt die nächste Szene die Göttin Ascherah bei ihrer Hausarbeit, die menschlichen Verhältnissen recht nahekommt: Sie dreht die Spindel, wäscht Textilien, setzt einen Kessel aufs Feuer. Anat nähert sich mit ihrem Anliegen, und Ascherah reagiert entsetzt und abwehrend: Ba‘al ist der Mörder ihrer Kinder.
Hier folgt eine Textlücke und ein Intermezzo, in dem Ba‘al in der Götterversammlung auftritt und ausführt, dass es Opfer gibt, die er verabscheut und die ihm Schmach bringen.
Nun begeben sich Aliyanu Ba‘al und Anat mit den kostbaren Gold- und Silberarbeiten zu Ascherah und zu El. Der Text ist hier wieder fragmentarisch, es gibt eine Szene mit einem Bankett der Gottheiten.
In einem prachtvollen Zug reisen die Gottheiten zur Residenz Els: Voran der Götterbote Qudšu-wa-Amaru mit einer Fackel, einem Stern gleich, dann Anat und die auf einem Hengst bzw. Esel reitende Ascherah. Sie fallen vor El nieder und huldigen ihm, der in heiterer Stimmung ist und Ascherah zu einem Mahl einlädt. Ascherah erschreckt El und die übrigen anwesenden Gottheiten damit, dass sie Aliyanu Ba‘al als Herrscher proklamiert. El stimmt nun zu, dass für Ba‘al aus Zedern und Ziegeln ein Palast erbaut werden solle. Die Einrichtung soll aus Silber, Gold und Lapislazuli sein. Wieder hat die Beachtung höfischer Etikette zum Erfolg geführt. In heiterer Stimmung kehrt Anat mit dieser Kunde zu Ba‘al zurück. Dieser veranlasst nun den Palastbau. Er lädt Kotharu-wa-Ḫasisu zum Essen ein und beauftragt ihn mit dem Palastbau auf dem Berg Ṣaphon. Kotharu-wa-Ḫasisu schlägt vor, den Palast mit Fenstern auszustatten, aber Ba‘al untersagt dies.

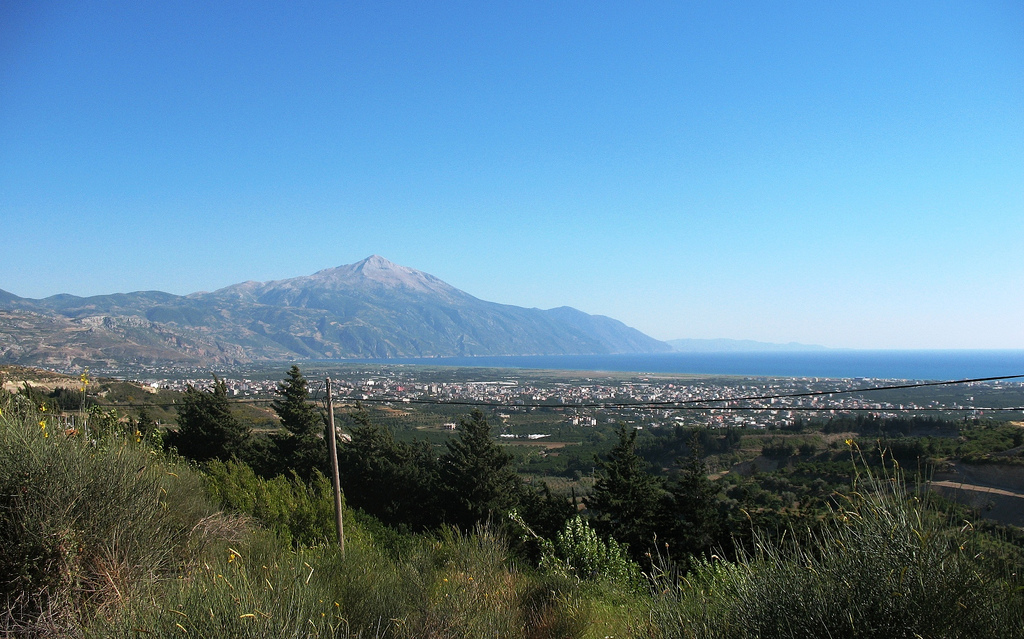
Kel Dağı, der Berg Ṣaphon der ugaritischen Mythologie

Nachdem der Palast aus Libanonzedern und Edelmetall kostbar errichtet worden ist, lädt Ba‘al die Götter und Göttinnen zu einem Einweihungsmahl ein. Sie nehmen auf ihren Thronen und Sitzen Platz und werden mit frisch geschlachtetem Fleisch bewirtet; ihre Trinkgefäße werden aus Weinkrügen gefüllt. Es folgt eine Textlücke; danach erfährt man, dass Ba‘al seine Meinung geändert hat und ein Fenster („ein[en] Spalt der Wolken“) für seinen Palast wünscht. „Die Bedeutung des Fensters ist völlig klar – es ist das Mittel, mit dem Ba‘al die Erde mit Regen versorgt.“
Der im Folgenden wieder lückenhafte Text erzählt, dass Ba‘al den Gott der Unterwelt und des Todes, Motu, einlädt. Motu residiert in Hamaraya; der Weg dorthin führt zu den Ruinenhügeln am Rande der Welt. Ba‘al trägt seinen Boten auf, Motu zu huldigen, denn:
„Die Leuchte der Götter, Šapšu, ist staubfarbig,

beschmutzt ist der Himmel durch die Hand des Lieblings Els, Motu.“
Dahinter steht die Vorstellung, dass in der Sommerhitze der Dreck aus der Unterwelt ohne die Erfrischung durch Tau und Regen bis zum Himmel aufsteigt und die Sonne (= die Göttin Šapšu) dann durch Staubwolken verhüllt ist.

### KTU 1.5.
Wie der Konflikt zwischen Ba‘al und Motu eskaliert, ist wegen mehrerer Textlücken nicht mehr deutlich. Beide treten durch Boten in Kontakt. Motu will Ba‘al verschlingen, da er bei der Einladung zum Einweihungsfest in Ba‘als Palast übergangen wurde. Aliyanu Ba‘al erschrickt und unterwirft sich Motu völlig. Die Sonnengöttin Šapšu hält eine Rede, in der sie ankündigt, Motu zu rufen. Es folgt wieder eine Bankettszene der Götter. Motu fordert Ba‘al auf, mit seinen Töchter-Bräuten Pidrayu, Tallayu und Arṣayu zu ihm in die Unterwelt hinabzusteigen. Auf dem Weg dorthin begattet Ba‘al „im Land der Seuche“ eine junge Kuh; sie gebiert einen Knaben, den Aliyanu Ba‘al bekleidet. (Die Fortsetzung ist unverständlich.)
Boten überbringen El die Nachricht, dass sie die Erde durchzogen hätten und im Land der Seuche gewesen seien. Sie hätten sich davon überzeugt, dass Aliyanu Ba‘al tot sei. El trauert. Er steigt von seinem Thron, setzt sich mit einem Schurz bekleidet auf die Erde, streut Asche auf sein Haupt, ritzt sich mit Messern die Haut. Anat bricht auf, um den Leichnam ihres Partners Ba‘al zu suchen. Sie findet ihn.

### KTU 1.6.

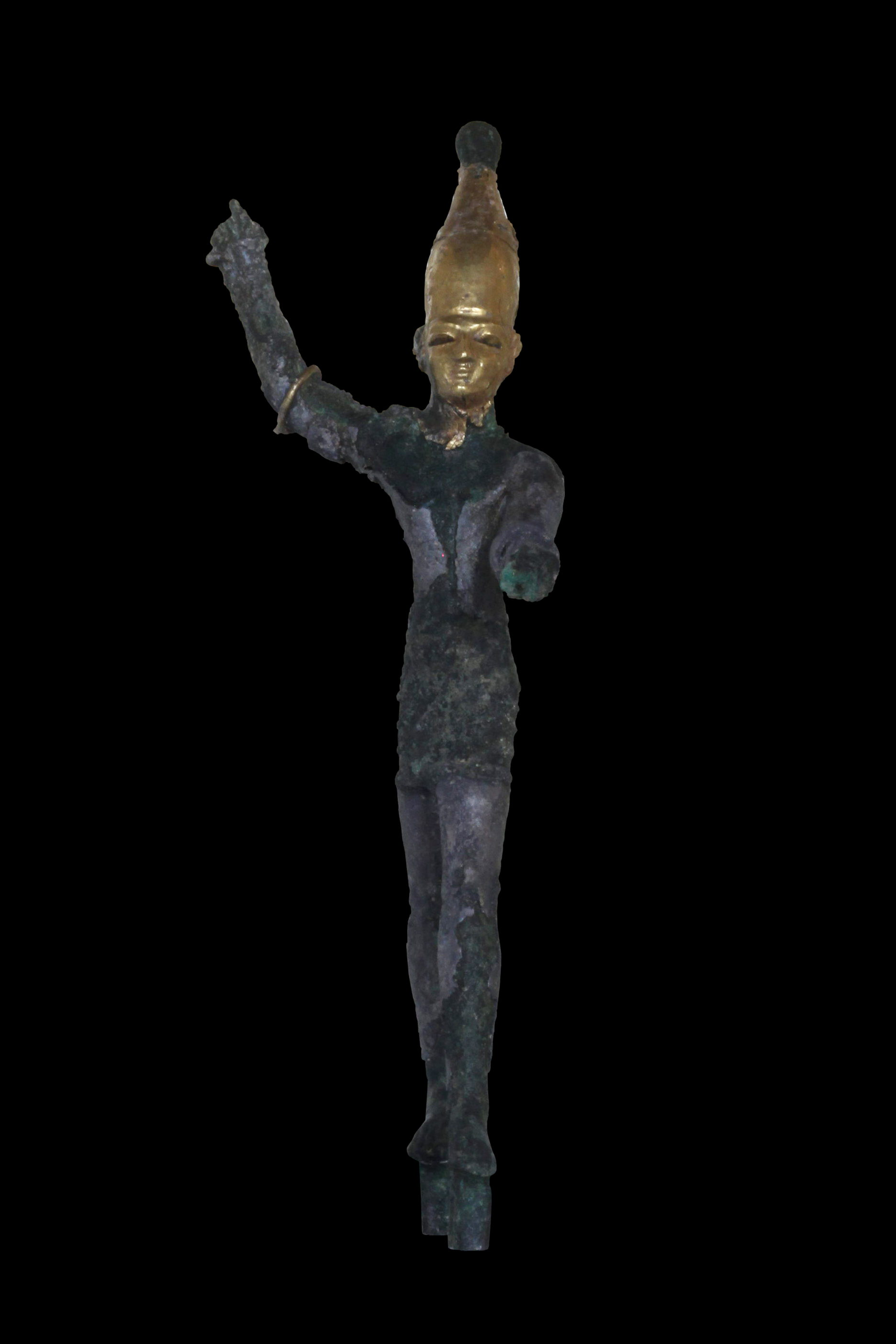
Statuette des Ba‘al. Fundort Minet el-Beida, 1350–1250 v. Chr. Bronze vergoldet, Höhe 17,9 cm. Louvre, Inv. Nr. AO 11598

Anat trauert mit den gleichen Riten wie El. Mit Hilfe der Šapšu trägt Anat den Leichnam zum Gipfel des Ṣaphon, wo sie ihn in einer Grube beisetzt und viele zahme und wilde Tiere als Begräbnisopfer schlachten lässt. Dann kehrt sie an den Hof Els zurück. Hier wird nun ein Nachfolger für Ba‘al gesucht. Der Gott Astar kann diese Rolle nicht ausfüllen und steigt wieder vom Thron.
(Es folgt eine Textlücke.) Anat sucht Motu auf und hält ihn an seinem Gewand fest: Er soll Ba‘al herausgeben. Motu rühmt sich, wie er Aliyanu Ba‘al im Land der Pest verfolgt und wie ein Lamm verspeist habe. Noch einmal bricht Anat einige Monate später auf und konfrontiert Motu. Diesmal tötet und zerteilt sie ihn und wirft ihn den Vögeln zum Fraß vor. Die völlige Zerstörung Motus schafft anscheinend die Voraussetzungen für die Wiederbelebung Ba‘als. (Es folgt eine Textlücke.) Anat wendet sich an El: Wenn er im Traum sehe, dass der Himmel Öl regne und in den Flüssen Honig fließe, dann werde man wissen, dass Aliyanu Ba‘al lebt. Und El hat diesen Traum. Voll Freude beendet er seine Trauerriten. Er beauftragt Anat, der Sonnengöttin Šapšu mitzuteilen: Die Felder sind ausgedörrt, Aliyanu Ba‘al möge Regen senden.
Sieben Jahre später ist Motu wieder da und tritt Ba‘al auf dem Berg Ṣaphon gegenüber. Er wirft Ba‘al die Zerstückelung und Zerstörung vor, die ihm seinetwegen zugefügt wurde, und fordert, andere Götter zu verzehren. Falls ihm aber keine ausgeliefert würden, wolle er Menschen fressen. Motu kann nur kurz durch die Tötung weiterer Götter besänftigt werden. Dann tritt Ba‘al gegen ihn zum Zweikampf an:
„Sie schauten einander an wie zwei Kämpfer.

Motu war stark, Ba‘al war stark.

Sie stießen einander wie zwei Wildstiere.

Motu war stark, Ba‘al war stark.

Sie bissen einander wie zwei Schlangen.

Motu war stark, Ba‘al war stark.“
Beide sind einander ebenbürtig und stürzen zu Boden. Da ruft die Sonnengöttin Motu vom Himmel her zu, dass sein Kampf sinnlos sei. El werde es erfahren und ihn dafür bestrafen. Motu erschrickt, lässt von seinem Gegner ab und erkennt Ba‘als Herrschaft an.
Nach einer Textlücke folgt der Schluss des Werks: Die Sonnengöttin Šapšu wird als „Garantin der kosmischen Ordnung“ zum Opfer eingeladen; Brot und Wein werden ihr dargeboten.

## Textausgaben und Übersetzungen
- Manfried Dietrich, Oswald Loretz, Joaquín Sanmartín: Die keilalphabetischen Texte aus Ugarit, Ras Ibn Hani und anderen Orten. The Cuneiform Alphabetic Texts from Ugarit, Ras Ibn Hani and Other Places. Third, Enlarged Edition (= Alter Orient und Altes Testament. Band 360.1). Ugarit-Verlag, Münster 2013. ISBN 978-3-86835-014-2.
- Mark S. Smith: The Ugaritic Baal cycle. 1. Introduction with text, translation and commentary of KTU 1.1-1.2 (= Vetus Testamentum, Supplements. Band 55). Brill, Leiden 1994. ISBN 978-90-04-09995-1.
- Mark S. Smith, Wayne T. Picard: The Ugaritic Baal cycle. 2. Introduction with text, translation and commentary of KTU/CAT 1.3-1.4 (= Vetus Testamentum, Supplements. Band 114). Brill, Leiden 2009. ISBN 978-90-04-15348-6.
- Der Baal-Zyklus KTU 1.1-1.6. In: Manfried Dietrich, Oswald Loretz (Hrsg.): Mythen und Epen IV (= Texte aus der Umwelt des Alten Testaments. Band 3). Gütersloher Verlagshaus, Gütersloh 1997, S. 1091–1198. ISBN 3-579-00083-7. (Online)
- Herbert Niehr: Der Ba‘al-Zyklus (KTU 1.1-6 + 1.8). In: Bernd Janowski, Daniel Schwemer (Hrsg.): Weisheitstexte, Mythen und Epen (= Texte aus der Umwelt des Alten Testaments. Neue Folge, Band 8). Gütersloher Verlagshaus, Gütersloh 2015, S. 177–236. ISBN 978-3-579-05281-6.
- Charles Virolleaud: Un poème phénicien de Ras-Shamra. La lutte du Môt, fils des dieux, et d'Aleïa, fils de Baal. In: Syria 12 (1931), S. 193–224. (Erstpublikation, Online)
- Charles Virolleaud: Un nouveau chant du poème d'Aleïn-Baal. In: Syria 13 (1932), S. 113–163. (Online)
- Charles Virolleaud: La mort de Baal, poème de Ras-Shamra (I* AB). In: Syria 15 (1934), S. 305–336. (Online)
- Charles Virolleaud: Fragment nouveau du poème de Môt et d'Aleyn-Baal. In: Syria 15 (1934), S. 226–243. (Online)